# Крэйб, Уильям Грант
Уильям Грант Крэйб (англ. William Grant Craib, 10 марта 1882 — 1 ноября 1933) — британский ботаник.    

## Биография
Уильям Грант Крэйб родился 10 марта 1882 года.
Он внёс значительный вклад в ботанику, описав множество видов семенных растений.
Уильям Грант Крэйб умер 1 ноября 1933 года.

## Научная деятельность
Уильям Грант Крэйб специализировался на семенных растениях.

## Некоторые публикации
- 1912. The flora of Banffshire.
- 1925. Florae siamensis enumeratio.